# Windsor (Connecticut)
Windsor település az Amerikai Egyesült Államok Connecticut államában. Lakosainak száma 29 492 fő (2020. április 1.).

## Népesség
A település népességének változása:

| 2010 | 29 044 |
| 2020 | 29 492 |